# Műkorcsolya a 2010. évi téli olimpiai játékokon
A 2010. évi téli olimpiai játékokon a műkorcsolya versenyszámait a Vancouver Hastings Park nevű városrészében található Pacific Coliseum jégcsarnokban rendezték meg február 14. és 27. között.
Egy férfi, egy női és két vegyes versenyszámban osztottak érmeket.

## Részt vevő nemzetek
A versenyeken 31 nemzet 146 sportolója vett részt.
- Ausztrália (AUS) (1)
- Ausztria (AUT) (2)
- Belgium (BEL) (2)
- Csehország (CZE) (4)
- Dél-Korea (KOR) (2)
- Egyesült Államok (USA) (15)
- Észak-Korea (PRK) (1)
- Észtország (EST) (5)
- Finnország (FIN) (3)
- Franciaország (FRA) (8)
- Grúzia (GEO) (3)
- Izrael (ISR) (2)
- Japán (JPN) (8)
- Kanada (CAN) (12)
- Kazahsztán (KAZ) (2)
- Kína (CHN) (9)
- Lengyelország (POL) (4)
- Magyarország (HUN) (3)
- Nagy-Britannia (GBR) (7)
- Németország (GER) (8)
- Olaszország (ITA) (9)
- Oroszország (RUS) (16)
- Románia (ROU) (1)
- Szlovákia (SVK) (1)
- Szlovénia (SLO) (2)
- Spanyolország (ESP) (2)
- Svédország (SWE) (1)
- Svájc (SUI) (4)
- Törökország (TUR) (1)
- Ukrajna (UKR) (7)
- Üzbegisztán (UZB) (1)

## Éremtáblázat
(A rendező nemzet csapata eltérő háttérszínnel, az egyes számoszlopok legmagasabb értéke, vagy értékei vastagítással kiemelve.)
| A 2010. évi téli olimpiai játékok éremtáblázata műkorcsolyában | A 2010. évi téli olimpiai játékok éremtáblázata műkorcsolyában | A 2010. évi téli olimpiai játékok éremtáblázata műkorcsolyában | A 2010. évi téli olimpiai játékok éremtáblázata műkorcsolyában | A 2010. évi téli olimpiai játékok éremtáblázata műkorcsolyában | Olimpia  |
| -------------------------------------------------------------- | -------------------------------------------------------------- | -------------------------------------------------------------- | -------------------------------------------------------------- | -------------------------------------------------------------- | -------- |
|                                                                | Ország                                                         | Arany                                                          | Ezüst                                                          | Bronz                                                          | Összesen |
| 1.                                                             | Egyesült Államok (USA)                                         | 1                                                              | 1                                                              | 0                                                              | 2        |
| 1.                                                             | Kína (CHN)                                                     | 1                                                              | 1                                                              | 0                                                              | 2        |
| 3.                                                             | Kanada (CAN)                                                   | 1                                                              | 0                                                              | 1                                                              | 2        |
| 4.                                                             | Dél-Korea (KOR)                                                | 1                                                              | 0                                                              | 0                                                              | 1        |
|                                                                |                                                                |                                                                |                                                                |                                                                |          |
| 5.                                                             | Japán (JPN)                                                    | 0                                                              | 1                                                              | 1                                                              | 2        |
| 5.                                                             | Oroszország (RUS)                                              | 0                                                              | 1                                                              | 1                                                              | 2        |
|                                                                |                                                                |                                                                |                                                                |                                                                |          |
| 7.                                                             | Németország (GER)                                              | 0                                                              | 0                                                              | 1                                                              | 1        |
|                                                                |                                                                |                                                                |                                                                |                                                                |          |
| Összesen                                                       | Összesen                                                       | 4                                                              | 4                                                              | 4                                                              | 12       |

## Érmesek
| A 2010. évi téli olimpiai játékok érmesei műkorcsolyában |                                                                |        |                                                              |        |                                                        |        |
| Versenyszám                                              | Arany                                                          | Arany  | Ezüst                                                        | Ezüst  | Bronz                                                  | Bronz  |
| Férfi                                                    | Evan Lysacek · Egyesült Államok (USA)                          | 257,67 | Jevgenyij Pljuscsenko · Oroszország (RUS)                    | 256,36 | Takahasi Daiszuke · Japán (JPN)                        | 247,23 |
| Női                                                      | Kim Jona · Dél-Korea (KOR)                                     | 228,56 | Aszada Mao · Japán (JPN)                                     | 205,50 | Joannie Rochette · Kanada (CAN)                        | 202,64 |
| Páros                                                    | Kína (CHN) · Sen Hszüe (Shen Xue) · Csao Hung-po (Zhao Hongbo) | 216,57 | Kína (CHN) · Pang Csing (Pang Qing) · Tung Csien (Tong Jian) | 213,31 | Németország (GER) · Aljona Savchenko · Robin Szolkowy  | 210,60 |
| Jégtánc                                                  | Kanada (CAN) · Tessa Virtue · Scott Moir                       | 221,57 | Egyesült Államok (USA) · Meryl Davis · Charlie White         | 215,74 | Oroszország (RUS) · Okszana Domnyina · Makszim Sabalin | 207,64 |